# Big Pun
Christopher Lee Rios (født 10. november 1971, død 7. februar 2000), bedre kendt under sit kunstnernavn Big Pun (forkortelse for Big Punisher) var en amerikansk rapper. Han fik sit gennembrud i slutningen af 1990'erne, hvor han medvirkede på albums af Fat Joe og The Beatnuts, inden han fik en kontrakt som solokunster på Loud Records.
Han døde i 2000 i en alder af 28 år pga. et hjerteanfald.[kilde mangler]